# Ida Loo-Talvari
Ida Loo-Talvari (született Ida Loo, 1901. június 19., Narva, Észt Kormányzóság, Orosz Birodalom — 1997. június 29., Stenungsund, Göteborg közelében, Svédország) észt koloratúrszoprán operaénekes. Evald Aav zeneszerző felesége, Voldemar Loo librettista testvére.

## Neve
Születési neve Ida Loo. 1926 és 1937 között, első férje után, az Ida Aav-Loo nevet használta. 1938-tól haláláig, második férje okán, az Ida Loo-Talvari nevet használta és leginkább ezen a néven vált ismertté.

## Élete
1901-ben született az Orosz Birodalomhoz tartó észt városban, Narvában, Juhan Loo és Helene Rosalie Katlasepp második gyermekeként, bátyja Voldemar, öccse Rudolf és húga Aliide.
Zenei tanulmányait Berlinben, Milánóban és Bécsben végezte. 1919 és 1926 között az Észt Nemzeti Opera kórusának tagja. 1926-ban feleségül megy Evald Aav zeneszerzőhöz, akitől 1937-ben válik el. A következő évben megy hozzá Johannes Alexander Talvarihoz. A rigai, a kaunasi, a svédországi és a finnországi színházak keresett énekese. 1944-ben férjével végleg Svédországba települ. Gyakran lép fel az Egyesült Államokban, Kanadában és Ausztráliában.
1997-ben hunyt el Svédországban, a Göteborg melletti Stenungsundban.

## Szerepei
| Opera      | Szerep | Leírása | Zeneszerző | Első alakítás                                     | Bemutató          |
| ---------- | ------ | ------- | ---------- | ------------------------------------------------- | ----------------- |
| A vikingek | Juta   |         | Evald Aav  | 1928. szeptember 8., Rahvusooper Estonia, Tallinn | a darab premierje |